# Gertwiller
Gertwiller é uma comuna francesa na região administrativa de Grande Leste, no departamento Baixo Reno. Estende-se por uma área de 4,9 km². Em 2010 a comuna tinha 1 269 habitantes (densidade: 259 hab./km²).